# Extension du cimetière communal britannique de Beaurevoir
L'extension britannique du cimetière communal de Beaurevoir (Beaurevoir Communal Cemetery British Extension) est l'un des deux cimetières militaires de la Première Guerre mondiale situé sur le territoire de la commune de Beaurevoir dans le département de l'Aisne. Le second cimetière militaire britannique de Beaurevoir est situé à 1 km au nord. Il est situé au sud-est du village, à côté du cimetière communal, sur la route conduisant à la chaussée Brunehaut.

## Historique

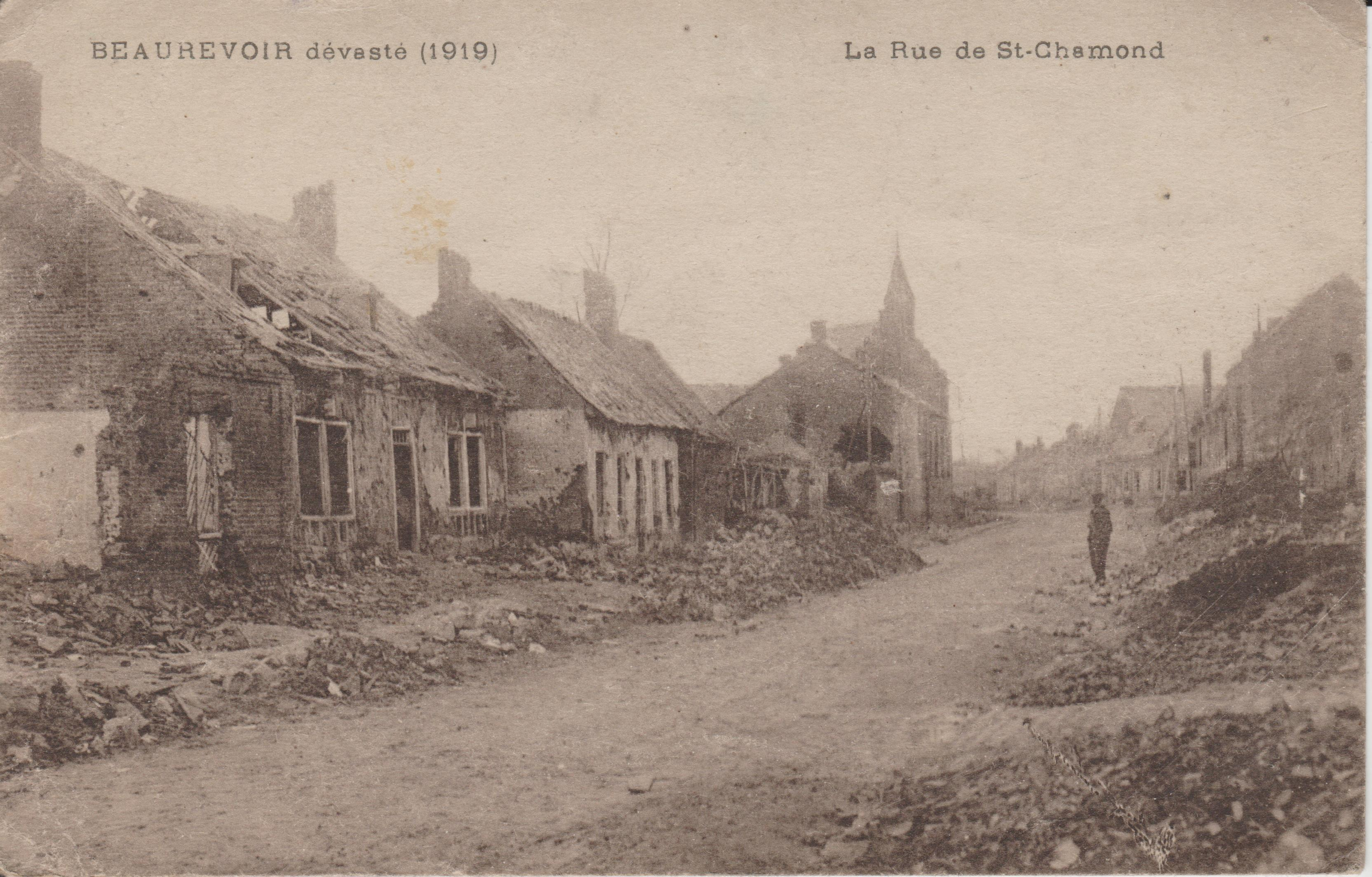
Ruines du village de Beaurevoir à l'issue de la guerre 14-18.

Occupé par les Allemands depuis fin août 1914, le village de Beaurevoir ne fut libéré que le 3 octobre 1918 par la 2e Division Australienne, les Britanniques et les Sud-Africains  après la percée de la Ligne Hindenburg.

## Caractéristuque
Le prolongement britannique du cimetière communal a été fait par la 25e Division en octobre 1918. Il y a maintenant près de 96 victimes de la guerre 1914-18 commémorées dans ce site dont 14 sont non identifiés. L'extension britannique couvre une superficie de 578 mètres carrés et est fermée sur trois côtés par un mur de briques et le quatrième par le haut mur de brique du cimetière communal.

## Galerie

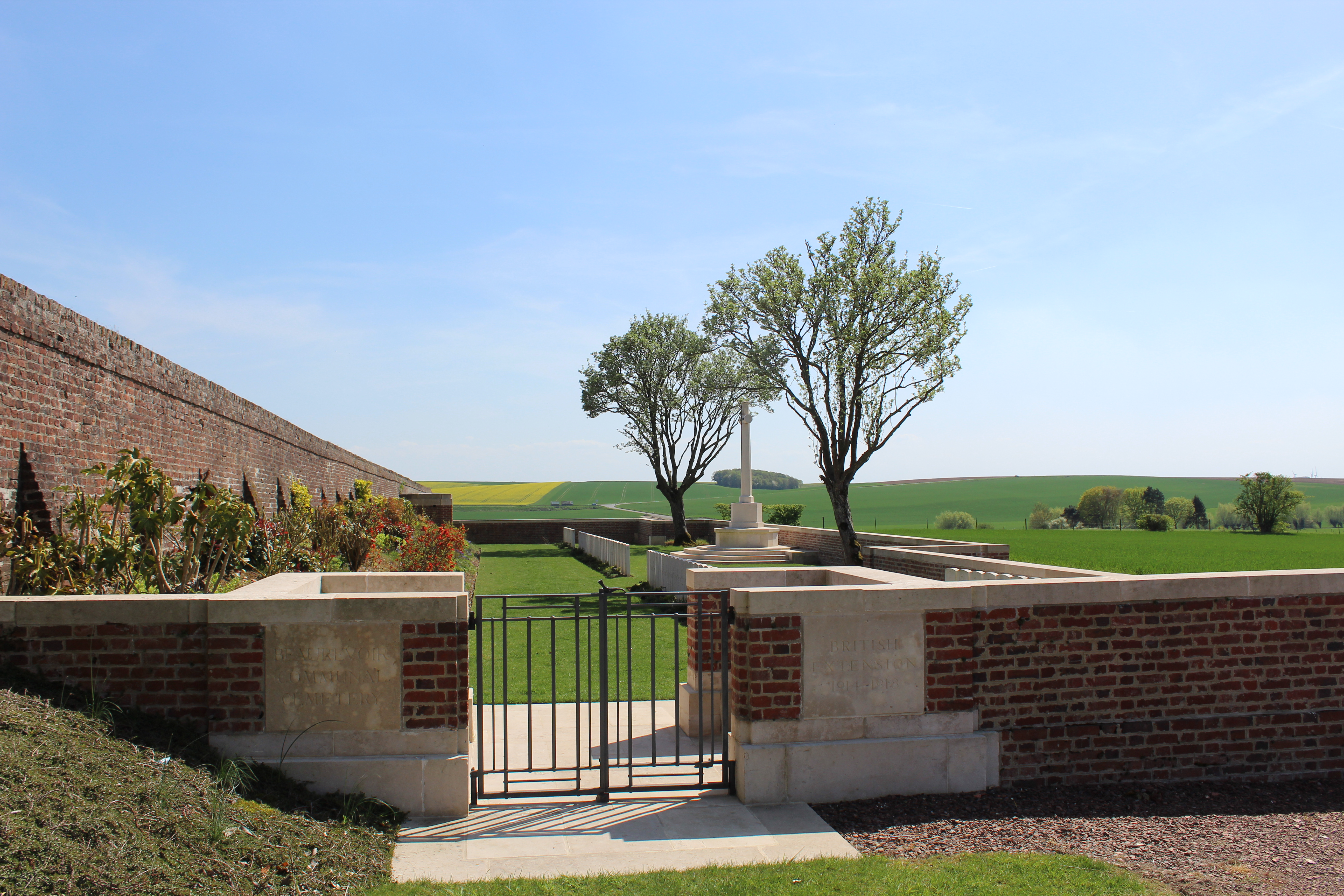
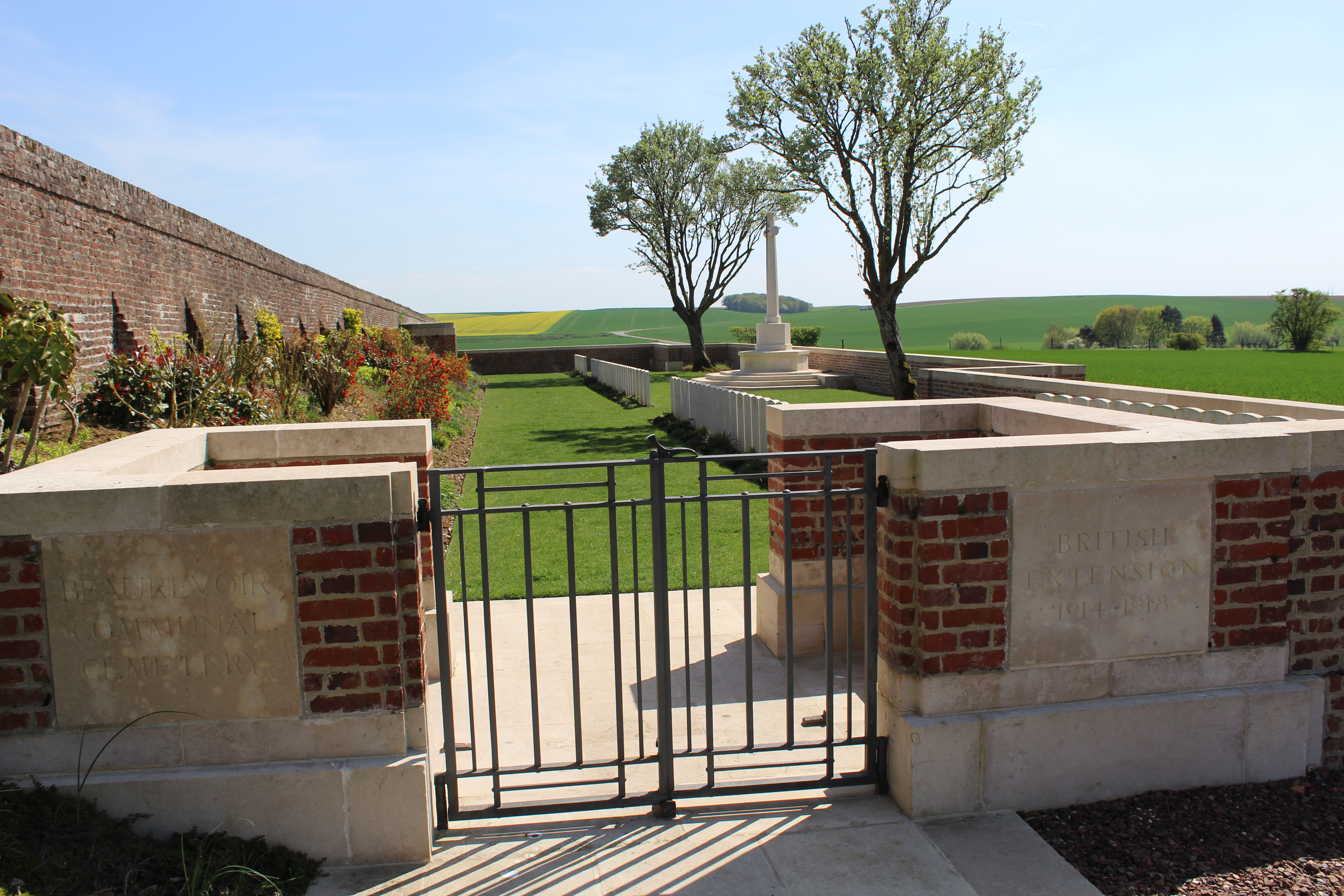
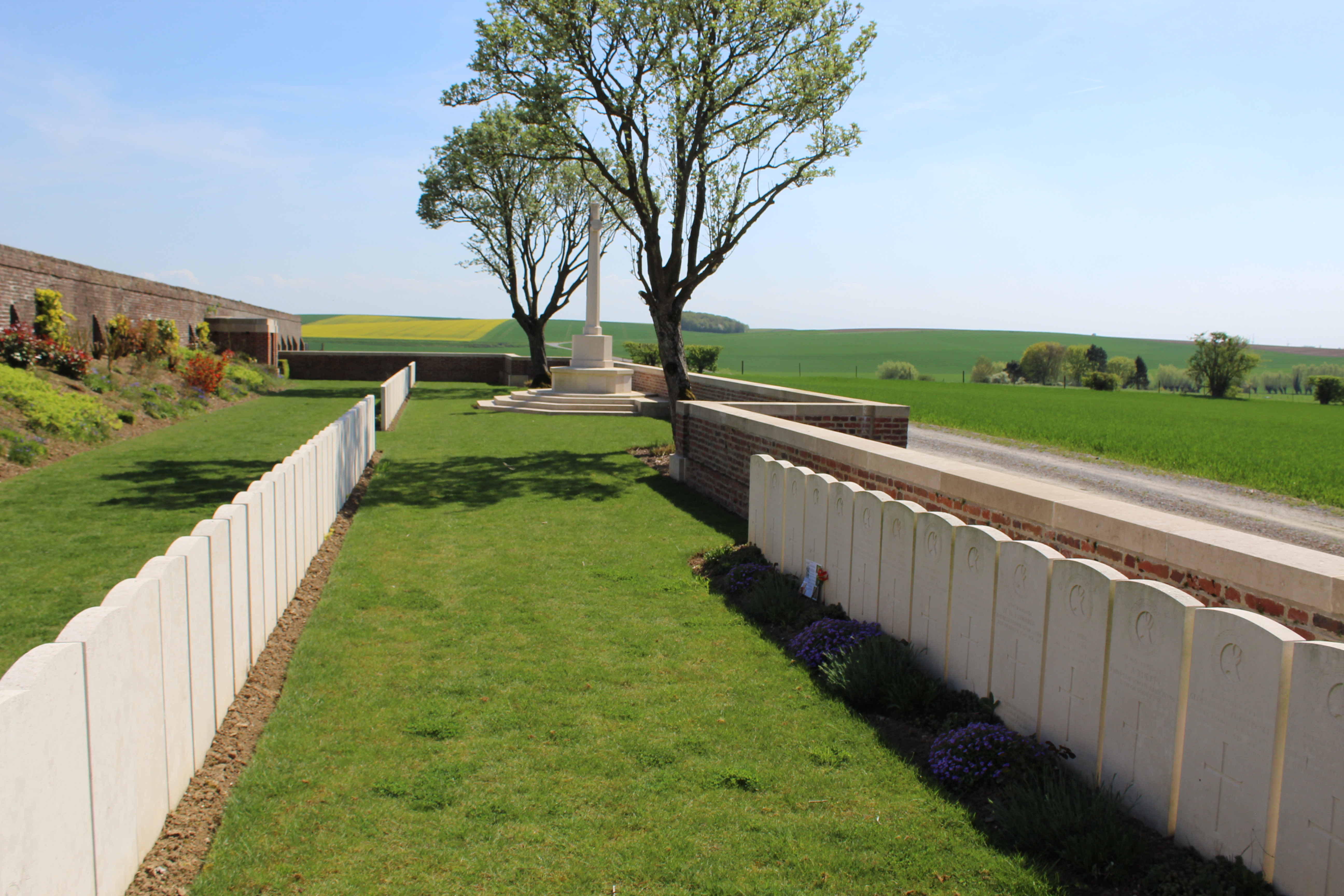
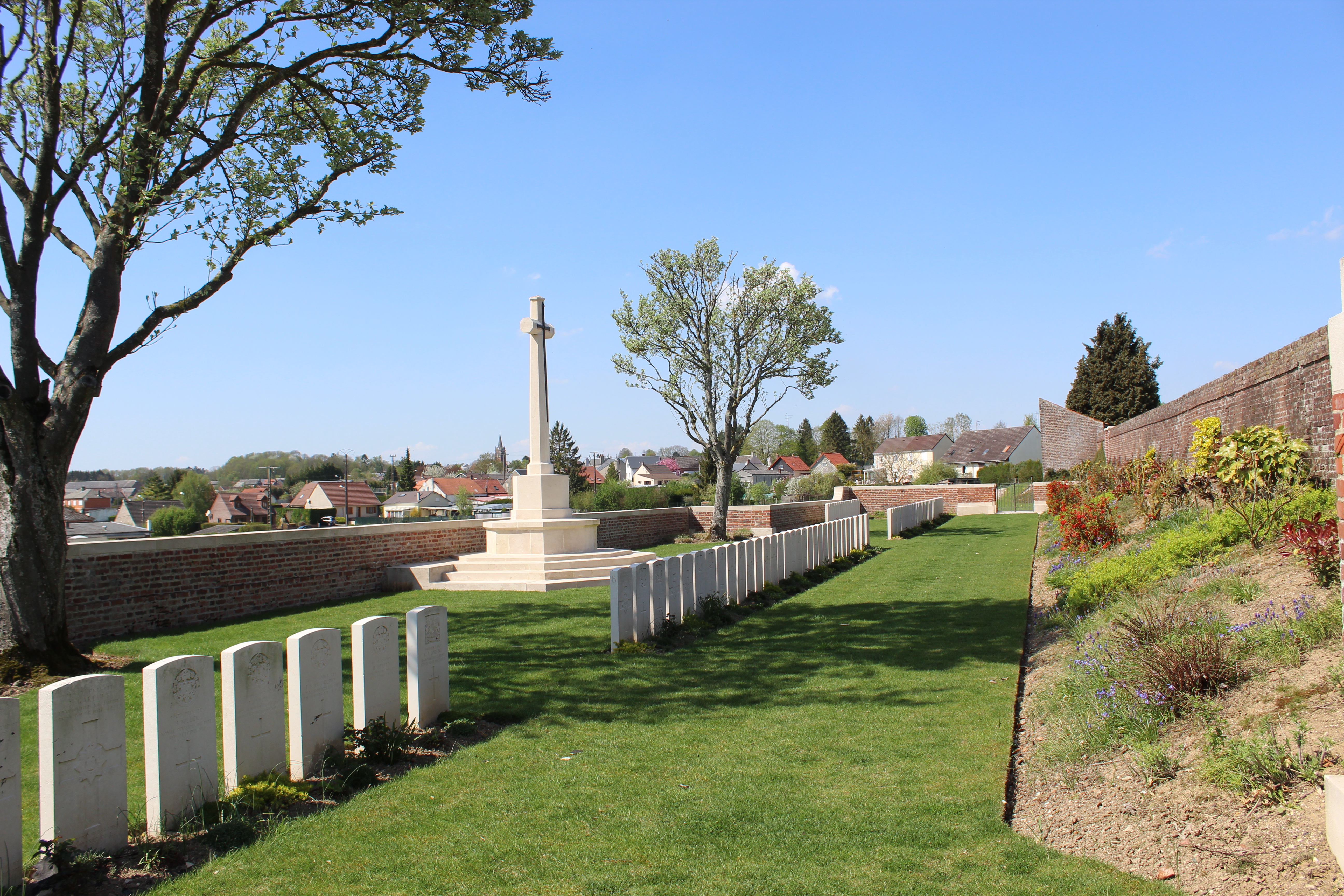

## Sépultures
| Pays                   | Sépultures |
| ---------------------- | ---------- |
| Royaume-Uni            | 73         |
| Union d'Afrique du Sud | 18         |
| Australie              | 5          |
| Total                  | 96         |